# Alfentanil
Alfentanil is een synthetisch opioïde met een sterke analgetische werking. Het werkt snel (na één minuut) maar kort (10 à 20 minuten bij eenmalige toediening), sneller en korter dan het verwante fentanyl. Het wordt bijna uitsluitend gebruikt voor intubaties tijdens anesthesie en bij kortdurende operatieve ingrepen.
Alfentanil heeft over het algemeen minder cardiovasculaire bijwerkingen dan fentanyl of remifentanyl, maar de toediening van alfentanil kan ademdepressie veroorzaken. Observatie van de ademhaling tijdens en na de operatie is daarom nodig.
Alfentanil werd ontwikkeld door Janssen Pharmaceutica. Het wordt verkocht onder de merknaam Rapifen door Janssen-Cilag, in ampullen van 2 of 10 milliliter voor injectie. De injectievloeistof bevat 0,5 milligram per milliliter alfentanil als hydrochloride. In de Verenigde Staten is de merknaam Alfenta.